# Timo Roosen
Timo Roosen (* 11. ledna 1993) je nizozemský profesionální silniční cyklista jezdící za UCI WorldTeam Team dsm–firmenich PostNL.

## Hlavní výsledky
2011
Sint-Martinusprijs Kontich
2013
Tour de Berlin
vítěz 1. etapy
2014
Ster ZLM Toer
 vítěz sprinterské soutěže
Kreiz Breizh Elites
2. místo celkově
 vítěz soutěže mladých jezdců
vítěz 3. etapy
5. místo Omloop der Kempen
Olympia's Tour
6. místo celkově
10. místo Paříž–Tours Espoirs
2015
7. místo Ronde van Zeeland Seaports
2017
vítěz Tacx Pro Classic
Tour des Fjords
3. místo celkově
vítěz 2. etapy
7. místo Grote Prijs Stad Zottegem
2018
Národní šampionát
4. místo silniční závod
4. místo Grand Prix Cycliste de Québec
5. místo Grand Prix Cycliste de Montréal
Tour des Fjords
6. místo celkově
Dubai Tour
7. místo celkově
2019
2. místo Kampioenschap van Vlaanderen
3. místo Famenne Ardenne Classic
4. místo Binche–Chimay–Binche
8. místo Grand Prix Cycliste de Québec
2020
Národní šampionát
3. místo silniční závod
7. místo Dwars door het Hageland
8. místo Gooikse Pijl
2021
Národní šampionát
 vítěz silničního závodu
2022
Vuelta a Burgos
vítěz 2. etapy
4. místo Ronde van Drenthe

### Výsledky na Grand Tours
| Grand Tour      | 2015 | 2016 | 2017 | 2018 |
| --------------- | ---- | ---- | ---- | ---- |
| Giro d'Italia   | —    | —    | —    | —    |
| Tour de France  | —    | 111  | DNF  | 137  |
| Vuelta a España | 95   | —    | —    | —    |

| —   | Nezúčastnil se |
| DNF | Nedokončil     |